# Gà gô Kavkaz
Gà gô Kavkaz (Lyrurus mlokosiewiczi) là một loài chim trong họ Phasianidae.

## Hình ảnh

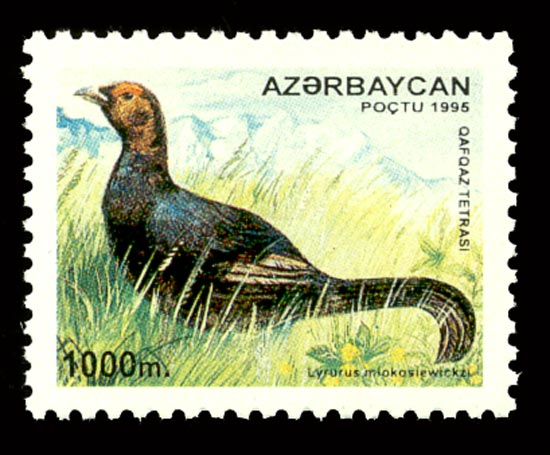
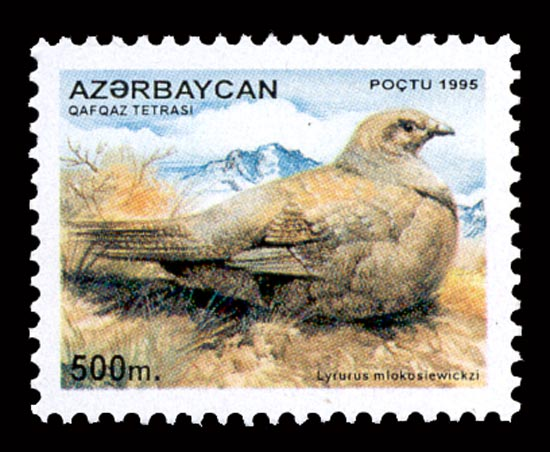